# Ursus americanus luteolus
Ursus americanus luteolus (oso negro de Luisiana) es una subespecie del oso negro americano, se encuentra en partes del Estado de Luisiana, principalmente a lo largo del valle del río Misisipi y la cuenca del río Atchafalaya. Fue clasificado como 'amenazado' bajo la Ley de Especies en Peligro de Extinción de EE. UU. De 1992-2016. La validez de esta subespecie ha sido debatida en varias ocasiones.

## Descripción
La subespecie no tiene una apariencia sustancialmente diferente a U.a.americanus, pero el cráneo es relativamente más largo, estrecho y plano y los molares son proporcionalmente grandes. El color del pelaje suele ser negro, pero se sabe que existe una fase de canela.

## Distribución y hábitat
El oso negro de Luisiana históricamente ocurrió en Luisiana, Misisipi, el este de Texas y Arkansas.
Actualmente se sabe que cuatro áreas tienen poblaciones de osos negros de Luisiana:
- Parroquia de Santa María e Iberia en el sur de Luisiana,
- Pointe Coupee Parish en el centro de Luisiana,
- Área de Manejo de Vida Silvestre Richard K. Yancey en las parroquias Concordia y Avoyelles, en el centro-este de Luisiana,
- Tensas, Madison y West Carroll Parishes en el noreste de Luisiana.

El oso negro de Luisiana puede viajar largas distancias y ha sido visto en muchas áreas de Luisiana que normalmente no se consideraban hábitat de osos. Se informan sucesos del este de Texas y las subpoblaciones se han expandido a Misisipi. Se han avistado osos negros en el Bosque Nacional Kisatchie, Parroquia Allen, Parroquia Natchitoches, East Baton Rouge, y Bossier City.

## Conservación
Mientras que la UICN clasifica la situación de conservación del oso negro como una especie de preocupación menor, el oso negro de Luisiana como subespecie fue catalogado como 'amenazado' en virtud de la Ley de Especies en Peligro de Extinción de EE. UU en 1992. Bajo esta decisión, todos los osos dentro del rango histórico del oso negro de Luisiana, desde el este de Texas hasta el sur de Misisipi, han sido protegidos. El 11 de abril de 2016, el oso negro de Luisiana fue eliminado de la lista, así como las protecciones de similitud de apariencia para el oso negro estadounidense.
La pérdida de hábitat fue la razón principal por la que el oso fue colocado en la lista federal de especies en peligro de extinción. Los programas e iniciativas han resultado en la conservación y restauración de más de 600,000 acres de tierras forestales en la llanura aluvial del río Misisipi de Luisiana. El Departamento de Vida Silvestre y Pesca de Luisiana y el Servicio de Pesca y Vida Silvestre de EE. UU. han adquirido terrenos para Áreas de Manejo de Vida Silvestre y Refugios Nacionales de Vida Silvestre. La reforestación en propiedad privada se ha logrado a través de U.S.D.A. programas como el Programa de Reserva de Humedales y el Programa de Reserva de Conservación, la American Forest Foundation, así como a través de programas de organizaciones privadas de conservación como la Coalición de Conservación del Oso Negro (BBCC), The Nature Conservancy y Ducks Unlimited.